# Bârlești (Aranyosfő község)
Bârlești falu Romániában, Fehér megyében. Közigazgatásilag Aranyosfő községhez tartozik.

## Lakossága
Az 1956 előtti népszámlálások során Aranyosfő része volt. 1956-tól a lakossága az alábbiak szerint változott:
| Lakosok száma | 68   | 54   | 41   | 32   | 22   | 24   |
|               | 1966 | 1977 | 1992 | 2002 | 2011 | 2021 |